# آیلتون (بازیکن فوتبال، زاده ۱۹۸۴)
آیلتون خوزه آلمیدا (به پرتغالی: Aílton José Almeida) بازیکن فوتبال در پست مهاجم اهل برزیل است که در شهر Hematita, Itabira و در تاریخ ۲۰ اوت ۱۹۸۴ به دنیا آمده‌است.

## باشگاهی
آیلتون خوزه آلمیدا در تیم‌های فوتبال اتلتیکو مینیرو، باشگاه فوتبال کپنهاگن، باشگاه فوتبال آپوئل، Terek Grozny سابقهٔ حضور دارد.